# Javier González
Javier Alberto González Barrera (Sogamoso, 13 november 1979) is een Colombiaans wielrenner die anno 2012 uitkomt voor Colombia-Coldeportes. Eerder reed hij voor onder meer Saunier Duval-Prodir, Andalucia-Paul Versan en EPM-UNE.

## Belangrijkste overwinningen
2003
- 1e etappe Ronde van Valle del Cauca
- 2e etappe Clásico RCN

2006
- 3e etappe Doble Sucre Potosi GP Cemento Fancesa
- 3e etappe Ronde van Colombia
- 3e etappe Clásico RCN
- Eindklassement Clásico RCN
- 5e etappe, deel A Doble Copacabana GP Fides

2007
- 3e etappe Clásico RCN

2008
- 3e etappe Clásico RCN

2010
- 13e etappe Ronde van Colombia